# Popeasca
Popeasca è un comune della Moldavia situato nel distretto di Ștefan Vodă di 2.717 abitanti al censimento del 2004.